# Patacca maltese
La patacca o pataca di Malta è stata una moneta di rame di grande modulo coniata durante il XVI ed il XVII secolo.

## Descrizione
Era una moneta fiduciaria. 
Fu coniata per la prima volta sotto il gran maestro Jean de la Valette subito dopo l'assedio di Malta del 1565.
Le ultime monetazioni sono quelle del gran maestro Jean de Lascaris. 
La legenda recita "Non moneta ma fede".